# His Lost Love
His Lost Love è un cortometraggio muto del 1909 scritto e diretto da David W. Griffith.

## Trama
In Inghilterra, James lascia la casa di campagna per andare a vivere in città. Al villaggio resta invece suo fratello Luke, più posato e serio, che continua la sua vita tranquilla e onesta. Mary, la giovane vicina di casa che è stata fin dall'infanzia la fidanzatina di James, sembra accettare adesso le attenzioni di Luke ma, quando un giorno, dopo molto tempo, il suo vecchio amore ritorna in paese, in lei si risveglia il vecchio amore. Luke, per farla felice, rinuncia a lei e la lascia libera di sposare James. Per un periodo, il matrimonio è felice. Un giorno, però, giunge in visita la sorella di Mary che si innamora, ricambiata, di James. Mary, che è appena diventata mamma, si rende conto del sentimento reciproco dei due e, con il cuore spezzato, cade tra le braccia di Luke, morendo di crepacuore. Luke adesso si rende conto che la sua rinuncia, che doveva fare la felicità dell'amata, l'ha portata invece alla morte. Decide quindi di proteggere la bambina rimasta orfana e si offre di allevarla. James resta solo, continuando la sua vita in città.
Passano gli anni. Luke ha dovuto lottare e la vita non è sempre stata benigna con lui. James, al contrario, ha avuto fortuna con il lavoro e ora è un signore benestante che però soffre la solitudine e ha nostalgia della figlia. Si reca allora al villaggio per conoscere la ragazza, ormai adolescente. Luke, sempre generoso, gli offre la possibilità di riprendersi la figlia se questa lo accetterà come padre. Ma lei, che ama Luke di un affetto profondo, riconosce in lui il suo solo e vero padre.

## Produzione
Il film fu prodotto dalla Biograph Company.

## Distribuzione
Distribuito dalla Biograph Company, il film - un cortometraggio in una bobina - uscì nelle sale statunitensi il 18 ottobre 1909.